# تپه‌های تاما

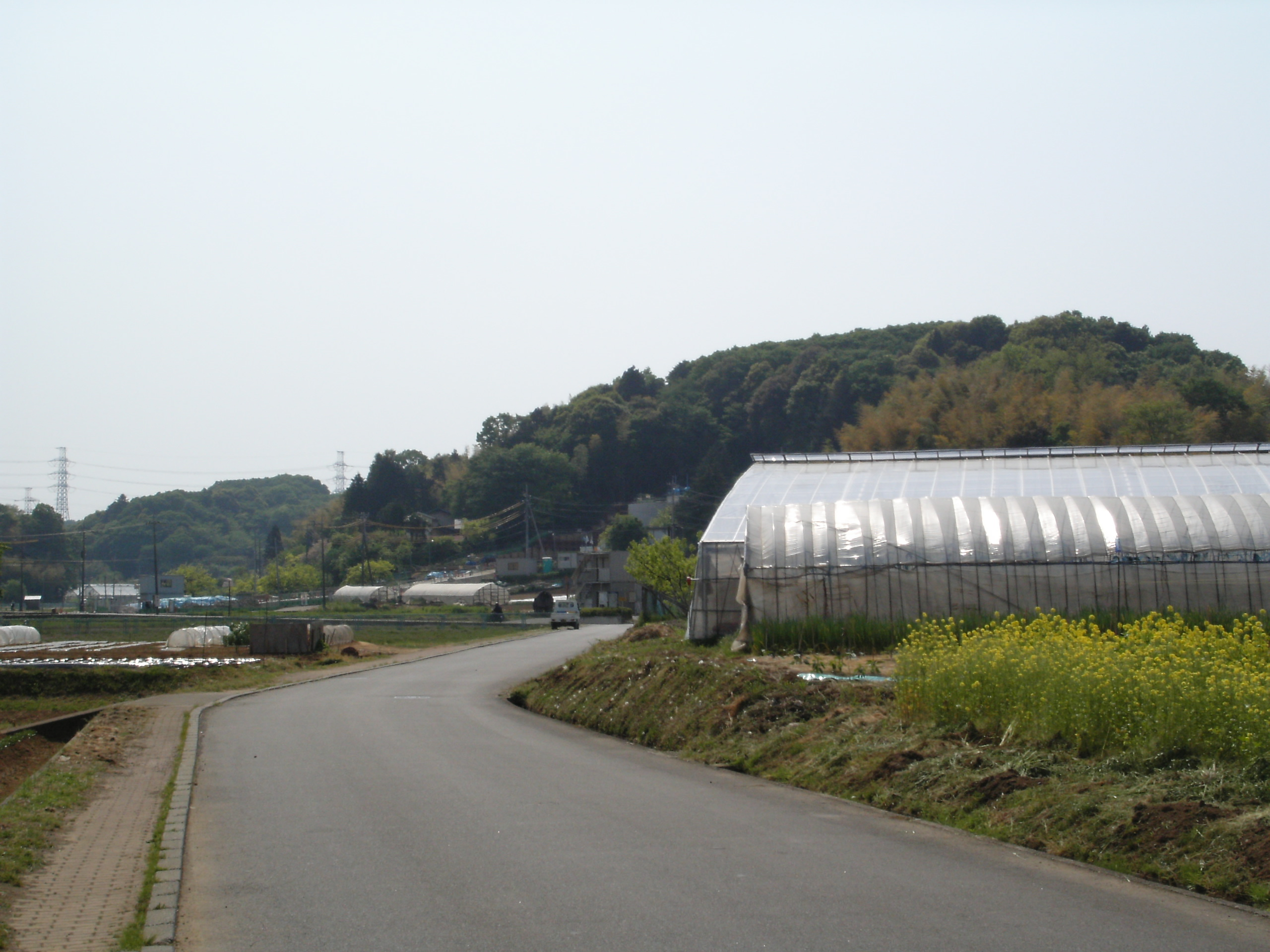
نمونه‌ای از تپه‌های تاما.

تپه‌های تاما (به ژاپنی: 多摩丘陵 Tama-kyūryō) در کشور ژاپن واقع شده‌است. در قسمت غربی این تپه‌ها کوه تاکائو، در قسمت جنوبی کوه انکایی، در قسمت شرقی رود تاما و در قسمت شمالی رود آساگاوا قرار گرفته است. این تپه‌ها مساحتی در حدود ۳۰۰ کیلومتر مربع را دربر گرفته‌اند.

## مناطق واقع در ناحیهٔ تپه‌های تاما
- هاچی‌اوجی
- هینوده
- تاما
- ایناگی
- ماچیدا
- کاوازاکی
- یوکوهاما